# Microplexia discreta
Microplexia discreta är en fjärilsart som beskrevs av Saalmüller 1891. Microplexia discreta ingår i släktet Microplexia och familjen nattflyn. Inga underarter finns listade i Catalogue of Life.